# Zilvermijn Iwami Ginzan
Iwami Ginzan (Japans: 石見銀山, Zilveren berg van Iwami) was een zilvermijn in de Japanse stad Ōda, in de prefectuur Shimane. Sinds 2007 staat de mijn op de werelderfgoedlijst van UNESCO.
De mijn werd in 1526 ontwikkeld door een Japanse handelaar en bereikte zijn hoogtepunt in de vroege 17e eeuw toen er zo'n 38 ton zilver per jaar werd gedolven. Zilver werd op grote schaal gebruikt voor het vervaardigen van munten. De Iwami Ginzan werd fel betwist door krijgsheren, tot uiteindelijk het Tokugawa-shogunaat de controle over de mijn had gewonnen, als gevolg van de overwinning in de Slag bij Sekigahara in 1600.
De zilverproductie van de mijn nam af in de 19e eeuw en kon de concurrentie met andere mijnen niet meer aan, waardoor het uiteindelijk moest sluiten.

Entree van een van de mijnschachten

Boeddhistische monumenten in het Horyu-ji-gebied ·
Kasteel Himeji ·
Shirakami-Sanchi ·
Yakushima ·
Historische monumenten van oud-Kyoto (Kyoto, Uji en Otsu) ·
Historische dorpen van Shirakawa-go en Gokayama ·
Vredesmonument in Hiroshima (Genbaku Dome) ·
Itsukushima-schrijn ·
Historische monumenten van oud-Nara ·
Schrijnen en tempels van Nikko ·
Gusuku en plaatsen van het Koninkrijk Riukiu ·
Heilige plaatsen en pelgrimsroute in het Kii-gebergte ·
Shiretoko ·
Zilvermijn Iwami Ginzan en zijn cultuurlandschap ·
Hiraizumi - Tempels, tuinen en archeologische sites die het boeddhistische Pure Land vertegenwoordigen ·
Ogasawara-eilanden ·
Fujisan, heilige plaats en bron van artistieke inspiratie ·
Zijdefabriek van Tomioka en aanverwante sites ·
Sites van de industriële revolutie van Japan tijdens de Meijiperiode: ijzer en staal, scheepsbouw en kolenmijnbouw ·
Architecturaal werk van Le Corbusier (Nationaal Museum voor Westerse Kunst) · 
Heilige eiland Okinoshima en aanverwante sites in Munakata · 
Verborgen christelijke sites in de streek van Nagasaki ·
Groep van kofun van Mozu-Furuichi: grafheuvels van oud-Japan ·
Amami-Oshima, Tokunoshima, noordelijk deel van Okinawa en Iriomote ·
Prehistorische Jomon-sites in Noord-Japan ·
Goudmijnen op het eiland Sado
- Gemeinsame Normdatei: 7681694-1
- Bibliotheek van het Japanse parlement: 00953472
- Virtual International Authority File: 254834722